# Ferenc Kocsis (1904)
Ferenc Kocsis (21 luglio 1904 – 8 novembre 1962) è stato un calciatore ungherese, di ruolo difensore.

## Carriera
Giocò a lungo per l'MTK Budapest, durante quasi tutti gli anni '20 e la prima metà degli anni '30. Con la squadra della capitale ungherese vinse 3 volte il campionato nazionale (1922–23, 1924–25, 1928–29) e 3 volte la Coppa d'Ungheria (1923, 1925, 1932). Ebbe occasione di giocare anche due partite con la Nazionale del suo Paese.

## Palmarès

### Club

#### Competizioni nazionali
- Campionato ungherese: 4

MTK Budapest: 1922-1923, 1923-1924, 1924-1925,
1928-1929
- Coppa d'Ungheria: 2

MTK Budapest: 1924-1925, 1931-1932